# Ready to Start
«Ready to Start» —en español: «Listo para Empezar»— es un sencillo del tercer álbum de Arcade Fire The Suburbs. Fue lanzado como sencillo el 3 de octubre de 2010. La banda interpretó «Ready to Start» como su segunda actuación en los Premios Grammy de 2011, inmediatamente después de The Suburbs ganador al álbum del Año. La banda también interpretó la canción en los Premios Brit, varios días después de los premios Grammy.

## Video musical
Un video musical fue hecho para el sencillo y fue subido a YouTube el 26 de agosto de 2010. El video muestra a la banda tocando la canción en un concierto como parte de su gira mundial.

## Créditos y personal
- Win Butler - voz principal, guitarra
- Régine Chassagne - coros, batería
- Richard Reed Parry - arreglos de guitarra, cuerdas
- Tim Kingsbury - bajo
- William Butler - teclados, guitarra
- Sarah Neufeld - violín, coros, arreglos de cuerda
- Jeremy Gara - batería
- Owen Pallett - arreglos de cuerda
- Marika Anthony Shaw - arreglos de cuerda
- Arcade Fire y Markus Dravs - productores
- Craig Silvey y Nick Launay - mezclas

## Posicionamiento en listas
| Listas (2010)                                 | Mejor posición |
| --------------------------------------------- | -------------- |
| Bélgica (Flandes) (Ultratop 50)               | 54             |
| Bélgica (Valonia) (Ultratop 50)               | 79             |
| Canadá (Canadian Hot 100)                     | 49             |
| UK Singles (The Official Charts Company)      | 67             |
| US Bubbling Under Hot 100 Singles (Billboard) | 17             |
| US Alternative Songs (Billboard)              | 16             |
| US Rock Songs (Billboard)                     | 25             |